# Pentium 4
Pentium 4 è una serie di processori Intel single core per computer desktop, portatili e server entry-level; questi processori sono stati prodotti e commercializzati dal novembre del 2000 fino ad agosto del 2008. Tutte le CPU Pentium 4 sono basate sull'architettura NetBurst. Il Pentium 4 Willamette (180 nm) ha introdotto il set di istruzioni SSE2, mentre il Prescott (90 nm) con socket 775 ha introdotto le SSE3. Versioni successive di Prescott hanno introdotto la tecnologia Hyper-Threading.
Intel ha anche commercializzato una versione a basso costo di processori Celeron derivate dal Pentium 4 e basate sulla microarchitettura NetBurst (spesso denominati Celeron 4) e una di fascia alta denominata Xeon, destinata a server e workstation multiprocessore. Nel 2005 la serie Pentium 4 è stata completata dai modelli Pentium D dual core e Pentium Extreme Edition.

## Architettura
A partire dal Pentium Pro si erano succeduti processori basati sull'architettura "P6", con marginali miglioramenti (il Pentium II, il Pentium III, ed i vari Celeron); il Pentium 4 invece si basa sulla nuova architettura NetBurst. Inoltre fu introdotto un veloce FSB a 400 MHz, formato in realtà da quattro bus a 100 MHz; tuttavia la larghezza di banda era pari a quattro volte quelle di un bus a 100 MHz, e fu così considerato come un unico bus a 400 MHz (il competitore più veloce non andava oltre i 133 MHz effettivi).

### Inefficienza e scalabilità
Il nuovo processore non migliorava il design P6 né nel calcolo intero, né in virgola mobile, generalmente considerati i fattori chiave nelle prestazioni di un processore. Furono sacrificate le prestazioni nel singolo ciclo di clock per guadagnare su due fronti: nella massima frequenza raggiungibile e nelle prestazioni sfruttando le nuove librerie SSE2 che andavano ad aggiungersi alle precedenti SSE ed MMX.
Il Pentium 4 "svolge meno lavoro" in ogni ciclo di clock rispetto ad altre CPU (come ad esempio i vari AMD Athlon o i vecchi Pentium III), ma l'obiettivo iniziale di sacrificare le prestazioni sul singolo ciclo di clock era bilanciato dalla possibilità di aumentare molto velocemente la frequenza di funzionamento, caratteristica che portava comunque a ottime prestazioni. Tutto questo andò avanti fino a quando il processore trovò problemi insolubili di eccessiva produzione di calore, poco prima di raggiungere i 4 GHz (fermandosi effettivamente a 3.8 GHz con il core Prescott), molto lontano dagli annunci entusiastici del lancio che parlavano di scalabilità fino a 10 GHz.
Verso la metà del 2005, resasi conto che ormai la "corsa ai GHz" era finita, la casa produttrice spostò la sua attenzione sull'architettura del Pentium M, più efficiente a parità di frequenza di funzionamento, cominciando lo sviluppo di alcuni derivati dedicati al segmento desktop e piccoli server. Infatti l'architettura del Pentium M, ottimizzata anche dal punto di vista energetico, è basata sul design del Pentium III. Questo significa essenzialmente che Intel tornò al Pentium III e che del Pentium 4 sopravvive il sistema del FSB e una serie di tecnologie come Hyper-Threading, SSE2, SSE3, EM64T e XD-bit.

### Segmenti di mercato
Come ormai consuetudine dai tempi del Pentium II, Intel ricavò dai vari passi evolutivi del Pentium 4 anche versioni indirizzate ad altri ambiti del mercato: per il mercato dei PC economici arrivarono le versioni economiche del chip, che continuavano comunque a chiamarsi Celeron, mentre per il settore dei server di medio livello vennero ricavate versioni per sistemi multiprocessore che presero il nome di Xeon. Successivamente arrivarono anche le versioni mobile con i Pentium 4-M e poi Mobile Pentium 4.

## Caratteristiche tecniche

### Willamette
Il primo Pentium 4 aveva core Willamette ed operava ad una frequenza di 1,5 GHz. Inizialmente la sua architettura lo rendeva più lento dei propri antagonisti, Pentium III ed Athlon, ma poi l'enorme scalabilità gli consentì di arrivare in meno di un anno alla barriera "storica" dei 2 GHz, soglia a cui dovette cedere il passo al suo successore Northwood.

### Northwood
Per abbattere la barriera dei 2 GHz, arrivò Northwood, i cui miglioramenti consistevano in un ampliamento della memoria cache L2, che passava da 256 KB a 512 KB, e il passaggio ad un nuovo processo di produzione a 130 nm. Cambiò anche il socket che divenne il 478, e col tempo arrivarono anche aggiornamenti alla frequenza di BUS che passò dagli iniziali 400 MHz, a 533 MHz e poi a 800 MHz. Dal modello a 3,06 GHz (l'ultimo a 533 MHz di bus) venne introdotta anche la tecnologia Hyper-Threading che venne estesa a tutta l'ultima gamma con bus a 800 MHz da 2,4 GHz fino all'ultimo Northwood arrivato sul mercato a 3,4 GHz.

### Extreme Edition
Nel settembre del 2003 fu annunciato all'Intel Developer Forum il Pentium 4 Extreme Edition (P4EE), poco più di una settimana prima del lancio dell'Athlon 64 e dell'Athlon 64 FX (anche se la sua commercializzazione, relativamente scarsa, iniziò solo il 3 novembre 2003). Il design rimaneva pressoché invariato rispetto al Northwood (per farlo funzionare sulle stesse schede madri), ma possedeva ulteriori 2 MB di cache L3 ereditati dal progetto dello Xeon Gallatin. Un anno più tardi, il 15 novembre 2004 fu aumentata la velocità di bus da 800 MHz a 1066 MHz, con un piccolo miglioramento delle prestazioni, ma fu prodotto solo un chip che utilizzava tale frequenza di bus, il modello a 3,46 GHz. Successivamente anche il Pentium 4 Extreme Edition passò al core Prescott. Il nuovo EE a 3,73 GHz aveva le stesse caratteristiche di un Prescott della serie 6x0, ma con un bus a 1066 MHz.

### Prescott
Il 2 febbraio 2004 Intel lanciò un nuovo core chiamato Prescott sempre per il socket 478. Questo era prodotto con un processo a 90 nm mai usato prima, ed era una revisione profonda del processore, tanto che alcuni si stupirono del fatto che non fu chiamato "Pentium 5". Le sue caratteristiche dovevano consentirgli di ricominciare la "corsa ai GHz", ma non fu propriamente così; essa effettivamente ripartì ma si arrestò velocemente a 3,8 GHz senza raggiungere la soglia dei 4 GHz originariamente previsti. 
Il 21 febbraio 2005 Intel lanciò un nuovo processore Prescott chiamato "6xx", con tecnologie EM64T, XD-bit, SpeedStep e una cache L2 di 2 MB per il socket 775. Il vantaggio della cache L2 da 2 MB è tuttavia ridotto dall'alta latenza di questa e dalla doppia dimensione delle word in modalità EM64T; risultò quindi un tentativo di mantenere le performance anche in modalità 64 bit.

### Cedar Mill
Ad inizio 2006 è stato lanciato il nuovo core Cedar Mill, un Prescott 6xx costruito con processo produttivo a 65 nm. L'architettura è la stessa di Prescott, e anche le tecnologie implementate sono le stesse presenti nelle ultime evoluzioni del predecessore. Monta una pipeline a 31 livelli (come Prescott) e, sempre come Prescott, ha 2 MiB di cache L2. La gamma di frequenze va da 2.8 GHz a 3.6 GHz. Cedar Mill risolve i problemi di temperatura del predecessore con un TDP di 86 W e implementa le nuove tecnologie di virtualizzazione Vanderpool. Le ultime revisioni di Cedar Mill, (stepping D0) prodotte alla fine del 2006 riducevano ulteriormente questo valore a 65 W.

## Modelli
La tabella seguente mostra tutti i modelli di Pentium 4 arrivati sul mercato. Molti di questi condividono caratteristiche comuni pur essendo basati su core diversi; per questo motivo, allo scopo di rendere maggiormente evidente tali affinità e "alleggerire" la visualizzazione alcune colonne mostrano un valore comune a più righe. Di seguito anche una legenda dei termini (alcuni abbreviati) usati per l'intestazione delle colonne:
- Nome Commerciale: il nome con cui è stato immesso in commercio quel particolare esemplare.
- Data: la data di immissione sul mercato di quel particolare esemplare.
- Socket: lo zoccolo della scheda madre in cui viene inserito il processore; in questo caso il numero rappresenta oltre al nome anche il numero dei pin di contatto.
- Clock: la frequenza di funzionamento del processore.
- Molt.: "Moltiplicatore" ovvero il fattore di moltiplicazione per il quale bisogna moltiplicare la frequenza di bus per ottenere la frequenza del processore.
- Pr.Prod.: "Processo produttivo" e indica tipicamente la dimensione dei gate dei transistors (180 nm, 130 nm, 90 nm) e il numero di transistor integrati nel processore espresso in milioni.
- Voltag.: indica la tensione di alimentazione del processore.
- Watt: si intende il consumo massimo di quel particolare esemplare.
- Bus: frequenza del bus di sistema.
- Cache: dimensione delle cache di 1º e 2º livello.
- XD: sta per "XD-bit" e indica l'implementazione della tecnologia di sicurezza che evita l'esecuzione di codice malevolo sul computer.
- 64: sta per "EM64T" e indica l'implementazione della tecnologia a 64 bit di Intel.
- HT: "Hyper-Threading", indica l'implementazione della esclusiva tecnologia Intel che consente al sistema operativo di vedere più core logici.
- ST: "SpeedStep Technology", ovvero la tecnologia di risparmio energetico sviluppata da Intel e inserita negli ultimi Pentium 4 Prescott serie 6xx per contenere il consumo massimo.
- VT: "Vanderpool Technology", la tecnologia di virtualizzazione che rende possibile l'esecuzione simultanea di più sistemi operativi differenti.
- Core: si intende il nome in codice del progetto alla base di quel particolare esemplare.

| Nome commerciale      | Data        | Socket | Clock     | Molt. | Pr.prod.        | Voltag. | Watt  | Bus      | Cache                   | XD | 64 | HT | ST | VT | Core       |
| --------------------- | ----------- | ------ | --------- | ----- | --------------- | ------- | ----- | -------- | ----------------------- | -- | -- | -- | -- | -- | ---------- |
| Pentium 4 1,3 GHz     | 3/gen/2001  | 423    | 1,3 GHz   | 13x   | 180 nm 42 mil.  | 1,75 V  | 50 W  | 400 MHz  | L1=8KB L2=256KB L3=0KB  | No | No | No | No | No | Willamette |
| Pentium 4 1,4 GHz     | 20/nov/2000 | 423    | 1,4 GHz   | 14x   | 180 nm 42 mil.  | 1,75 V  | 53 W  | 400 MHz  | L1=8KB L2=256KB L3=0KB  | No | No | No | No | No | Willamette |
| Pentium 4 1,5 GHz     | 20/nov/2000 | 423    | 1,5 GHz   | 15x   | 180 nm 42 mil.  | 1,75 V  | 56 W  | 400 MHz  | L1=8KB L2=256KB L3=0KB  | No | No | No | No | No | Willamette |
| Pentium 4 1,6 GHz     | 2/lug/2001  | 423    | 1,6 GHz   | 16x   | 180 nm 42 mil.  | 1,75 V  | 61 W  | 400 MHz  | L1=8KB L2=256KB L3=0KB  | No | No | No | No | No | Willamette |
| Pentium 4 1,7 GHz     | 23/apr/2001 | 423    | 1,7 GHz   | 17x   | 180 nm 42 mil.  | 1,75 V  | 64 W  | 400 MHz  | L1=8KB L2=256KB L3=0KB  | No | No | No | No | No | Willamette |
| Pentium 4 1,8 GHz     | 2/lug/2001  | 423    | 1,8 GHz   | 18x   | 180 nm 42 mil.  | 1,75 V  | 67 W  | 400 MHz  | L1=8KB L2=256KB L3=0KB  | No | No | No | No | No | Willamette |
| Pentium 4 1,9 GHz     | 27/ago/2001 | 423    | 1,9 GHz   | 19x   | 180 nm 42 mil.  | 1,75 V  | 69 W  | 400 MHz  | L1=8KB L2=256KB L3=0KB  | No | No | No | No | No | Willamette |
| Pentium 4 2,0 GHz     | 27/ago/2001 | 423    | 2,0 GHz   | 20x   | 180 nm 42 mil.  | 1,75 V  | 72 W  | 400 MHz  | L1=8KB L2=256KB L3=0KB  | No | No | No | No | No | Willamette |
| Pentium 4 1,4 GHz     | set/2001    | 478    | 1,4 GHz   | 14x   | 180 nm 42 mil.  | 1,75 V  | 55 W  | 400 MHz  | L1=8KB L2=256KB L3=0KB  | No | No | No | No | No | Willamette |
| Pentium 4 1,5 GHz     | ago/2001    | 478    | 1,5 GHz   | 15x   | 180 nm 42 mil.  | 1,75 V  | 58 W  | 400 MHz  | L1=8KB L2=256KB L3=0KB  | No | No | No | No | No | Willamette |
| Pentium 4 1,6 GHz     | ago/2001    | 478    | 1,6 GHz   | 16x   | 180 nm 42 mil.  | 1,75 V  | 61 W  | 400 MHz  | L1=8KB L2=256KB L3=0KB  | No | No | No | No | No | Willamette |
| Pentium 4 1,7 GHz     | ago/2001    | 478    | 1,7 GHz   | 17x   | 180 nm 42 mil.  | 1,75 V  | 63 W  | 400 MHz  | L1=8KB L2=256KB L3=0KB  | No | No | No | No | No | Willamette |
| Pentium 4 1,8 GHz     | ago/2001    | 478    | 1,8 GHz   | 18x   | 180 nm 42 mil.  | 1,75 V  | 66 W  | 400 MHz  | L1=8KB L2=256KB L3=0KB  | No | No | No | No | No | Willamette |
| Pentium 4 1,9 GHz     | ago/2001    | 478    | 1,9 GHz   | 19x   | 180 nm 42 mil.  | 1,75 V  | 73 W  | 400 MHz  | L1=8KB L2=256KB L3=0KB  | No | No | No | No | No | Willamette |
| Pentium 4 2,0 GHz     | ago/2001    | 478    | 2,0 GHz   | 20x   | 180 nm 42 mil.  | 1,75 V  | 75 W  | 400 MHz  | L1=8KB L2=256KB L3=0KB  | No | No | No | No | No | Willamette |
| Pentium 4 1,6 GHz A   | 27/ago/2001 | 478    | 1,6 GHz   | 16x   | 130 nm 55 mil.  | 1,525 V | 47 W  | 400 MHz  | L1=8KB L2=512KB L3=0KB  | No | No | No | No | No | Northwood  |
| Pentium 4 1,8 GHz A   | 27/ago/2001 | 478    | 1,8 GHz   | 18x   | 130 nm 55 mil.  | 1,525 V | 50 W  | 400 MHz  | L1=8KB L2=512KB L3=0KB  | No | No | No | No | No | Northwood  |
| Pentium 4 2,0 GHz A   | 27/ago/2001 | 478    | 2,0 GHz   | 20x   | 130 nm 55 mil.  | 1,525 V | 54 W  | 400 MHz  | L1=8KB L2=512KB L3=0KB  | No | No | No | No | No | Northwood  |
| Pentium 4 2,2 GHz     | 7/gen/2002  | 478    | 2,2 GHz   | 22x   | 130 nm 55 mil.  | 1,525 V | 57 W  | 400 MHz  | L1=8KB L2=512KB L3=0KB  | No | No | No | No | No | Northwood  |
| Pentium 4 2,4 GHz     | 2/apr/2002  | 478    | 2,4 GHz   | 24x   | 130 nm 55 mil.  | 1,525 V | 60 W  | 400 MHz  | L1=8KB L2=512KB L3=0KB  | No | No | No | No | No | Northwood  |
| Pentium 4 2,5 GHz     | 26/ago/2002 | 478    | 2,5 GHz   | 25x   | 130 nm 55 mil.  | 1,525 V | 61 W  | 400 MHz  | L1=8KB L2=512KB L3=0KB  | No | No | No | No | No | Northwood  |
| Pentium 4 2,6 GHz     | 26/ago/2002 | 478    | 2,6 GHz   | 26x   | 130 nm 55 mil.  | 1,525 V | 63 W  | 400 MHz  | L1=8KB L2=512KB L3=0KB  | No | No | No | No | No | Northwood  |
| Pentium 4 2,267 GHz   | 6/mag/2002  | 478    | 2,267 GHz | 17x   | 130 nm 55 mil.  | 1,525 V | 58 W  | 533 MHz  | L1=8KB L2=512KB L3=0KB  | No | No | No | No | No | Northwood  |
| Pentium 4 2,4 GHz B   | 6/mag/2002  | 478    | 2,4 GHz   | 18x   | 130 nm 55 mil.  | 1,525 V | 60 W  | 533 MHz  | L1=8KB L2=512KB L3=0KB  | No | No | No | No | No | Northwood  |
| Pentium 4 2,533 GHz   | 6/mag/2002  | 478    | 2,533 GHz | 19x   | 130 nm 55 mil.  | 1,525 V | 61 W  | 533 MHz  | L1=8KB L2=512KB L3=0KB  | No | No | No | No | No | Northwood  |
| Pentium 4 2,667 GHz   | 26/ago/2002 | 478    | 2,667 GHz | 20x   | 130 nm 55 mil.  | 1,525 V | 66 W  | 533 MHz  | L1=8KB L2=512KB L3=0KB  | No | No | No | No | No | Northwood  |
| Pentium 4 2,8 GHz     | 26/ago/2002 | 478    | 2,8 GHz   | 21x   | 130 nm 55 mil.  | 1,525 V | 68 W  | 533 MHz  | L1=8KB L2=512KB L3=0KB  | No | No | No | No | No | Northwood  |
| Pentium 4 3,06 GHz    | 14/nov/2002 | 478    | 3,06 GHz  | 23x   | 130 nm 55 mil.  | 1,55 V  | 82 W  | 533 MHz  | L1=8KB L2=512KB L3=0KB  | No | No | Sì | No | No | Northwood  |
| Pentium 4 2,4 GHz C   | 21/mag/2003 | 478    | 2,4 GHz   | 12x   | 130 nm 55 mil.  | 1,525 V | 66 W  | 800 MHz  | L1=8KB L2=512KB L3=0KB  | No | No | Sì | No | No | Northwood  |
| Pentium 4 2,6 GHz C   | 21/mag/2003 | 478    | 2,6 GHz   | 13x   | 130 nm 55 mil.  | 1,525 V | 69 W  | 800 MHz  | L1=8KB L2=512KB L3=0KB  | No | No | Sì | No | No | Northwood  |
| Pentium 4 2,8 GHz C   | 21/mag/2003 | 478    | 2,8 GHz   | 14x   | 130 nm 55 mil.  | 1,525 V | 70 W  | 800 MHz  | L1=8KB L2=512KB L3=0KB  | No | No | Sì | No | No | Northwood  |
| Pentium 4 3,0 GHz     | 14/apr/2003 | 478    | 3,0 GHz   | 15x   | 130 nm 55 mil.  | 1,55 V  | 82 W  | 800 MHz  | L1=8KB L2=512KB L3=0KB  | No | No | Sì | No | No | Northwood  |
| Pentium 4 3,2 GHz     | 23/giu/2003 | 478    | 3,2 GHz   | 16x   | 130 nm 55 mil.  | 1,55 V  | 82 W  | 800 MHz  | L1=8KB L2=512KB L3=0KB  | No | No | Sì | No | No | Northwood  |
| Pentium 4 3,4 GHz     | 2/feb/2004  | 478    | 3,4 GHz   | 17x   | 130 nm 55 mil.  | 1,55 V  | 84 W  | 800 MHz  | L1=8KB L2=512KB L3=0KB  | No | No | Sì | No | No | Northwood  |
| Pentium 4 2,267 GHz A | 2/feb/2004  | 478    | 2,267 GHz | 17x   | 90 nm 125 mil.  | 1,4 V   | 89 W  | 533 MHz  | L1=16KB L2=512KB L3=0KB | No | No | No | No | No | Prescott   |
| Pentium 4 2,4 GHz A   | 2/feb/2004  | 478    | 2,4 GHz   | 18x   | 90 nm 125 mil.  | 1,4 V   | 89 W  | 533 MHz  | L1=16KB L2=1MB L3=0KB   | No | No | No | No | No | Prescott   |
| Pentium 4 2,667 GHz A | 2/feb/2004  | 478    | 2,667 GHz | 20x   | 90 nm 125 mil.  | 1,4 V   | 89 W  | 533 MHz  | L1=16KB L2=1MB L3=0KB   | No | No | No | No | No | Prescott   |
| Pentium 4 2,8 GHz A   | 2/feb/2004  | 478    | 2,8 GHz   | 21x   | 90 nm 125 mil.  | 1,4 V   | 89 W  | 533 MHz  | L1=16KB L2=1MB L3=0KB   | No | No | No | No | No | Prescott   |
| Pentium 4 2,8 GHz E   | 2/feb/2004  | 478    | 2,8 GHz   | 14x   | 90 nm 125 mil.  | 1,4 V   | 89 W  | 800 MHz  | L1=16KB L2=1MB L3=0KB   | No | No | Si | No | No | Prescott   |
| Pentium 4 3,0 GHz E   | 2/feb/2004  | 478    | 3,0 GHz   | 15x   | 90 nm 125 mil.  | 1,4 V   | 89 W  | 800 MHz  | L1=16KB L2=1MB L3=0KB   | No | No | Si | No | No | Prescott   |
| Pentium 4 3,2 GHz E   | 2/feb/2004  | 478    | 3,2 GHz   | 16x   | 90 nm 125 mil.  | 1,4 V   | 89 W  | 800 MHz  | L1=16KB L2=1MB L3=0KB   | No | No | Si | No | No | Prescott   |
| Pentium 4 3,4 GHz E   | 2/feb/2004  | 478    | 3,4 GHz   | 17x   | 90 nm 125 mil.  | 1,4 V   | 89 W  | 800 MHz  | L1=16KB L2=1MB L3=0KB   | No | No | Si | No | No | Prescott   |
| Pentium 4 3,2 GHz EE  | 3/nov/2003  | 478    | 3,2 GHz   | 16x   | 130 nm 178 mil. | 1,55 V  | 92 W  | 800 MHz  | L1=8KB L2=512KB L3=2MB  | No | No | Si | No | No | Gallatin   |
| Pentium 4 3,4 GHz EE  | 2/feb/2004  | 478    | 3,4 GHz   | 17x   | 130 nm 178 mil. | 1,6 V   | 103 W | 800 MHz  | L1=8KB L2=512KB L3=2MB  | No | No | Si | No | No | Gallatin   |
| Pentium 4 505         | 21/giu/2004 | 775    | 2,667 GHz | 20x   | 90 nm 125 mil.  | 1,4 V   | 84 W  | 533 MHz  | L1=16KB L2=1MB L3=0KB   | No | No | Si | No | No | Prescott   |
| Pentium 4 515         | 21/giu/2004 | 775    | 2,933 GHz | 22x   | 90 nm 125 mil.  | 1,4 V   | 84 W  | 533 MHz  | L1=16KB L2=1MB L3=0KB   | No | No | Si | No | No | Prescott   |
| Pentium 4 520         | 21/giu/2004 | 775    | 2,8 GHz   | 14x   | 90 nm 125 mil.  | 1,4 V   | 84 W  | 800 MHz  | L1=16KB L2=1MB L3=0KB   | No | No | Si | No | No | Prescott   |
| Pentium 4 530         | 21/giu/2004 | 775    | 3,0 GHz   | 15x   | 90 nm 125 mil.  | 1,4 V   | 84 W  | 800 MHz  | L1=16KB L2=1MB L3=0KB   | No | No | Si | No | No | Prescott   |
| Pentium 4 540         | 21/giu/2004 | 775    | 3,2 GHz   | 16x   | 90 nm 125 mil.  | 1,4 V   | 84 W  | 800 MHz  | L1=16KB L2=1MB L3=0KB   | No | No | Si | No | No | Prescott   |
| Pentium 4 550         | 21/giu/2004 | 775    | 3,4 GHz   | 17x   | 90 nm 125 mil.  | 1,4 V   | 84 W  | 800 MHz  | L1=16KB L2=1MB L3=0KB   | No | No | Si | No | No | Prescott   |
| Pentium 4 560         | 21/giu/2004 | 775    | 3,6 GHz   | 18x   | 90 nm 125 mil.  | 1,4 V   | 115 W | 800 MHz  | L1=16KB L2=1MB L3=0KB   | No | No | Si | No | No | Prescott   |
| Pentium 4 520 J       | 15/nov/2004 | 775    | 2,8 GHz   | 14x   | 90 nm 125 mil.  | 1,4 V   | 84 W  | 800 MHz  | L1=16KB L2=1MB L3=0KB   | Sì | No | Si | No | No | Prescott   |
| Pentium 4 530 J       | 15/nov/2004 | 775    | 3,0 GHz   | 15x   | 90 nm 125 mil.  | 1,4 V   | 84 W  | 800 MHz  | L1=16KB L2=1MB L3=0KB   | Sì | No | Si | No | No | Prescott   |
| Pentium 4 540 J       | 15/nov/2004 | 775    | 3,2 GHz   | 16x   | 90 nm 125 mil.  | 1,4 V   | 84 W  | 800 MHz  | L1=16KB L2=1MB L3=0KB   | Sì | No | Si | No | No | Prescott   |
| Pentium 4 550 J       | 15/nov/2004 | 775    | 3,4 GHz   | 17x   | 90 nm 125 mil.  | 1,4 V   | 84 W  | 800 MHz  | L1=16KB L2=1MB L3=0KB   | Sì | No | Si | No | No | Prescott   |
| Pentium 4 560 J       | 15/nov/2004 | 775    | 3,6 GHz   | 18x   | 90 nm 125 mil.  | 1,4 V   | 115 W | 800 MHz  | L1=16KB L2=1MB L3=0KB   | Sì | No | Si | No | No | Prescott   |
| Pentium 4 570 J       | 15/nov/2004 | 775    | 3,8 GHz   | 19x   | 90 nm 125 mil.  | 1,4 V   | 115 W | 800 MHz  | L1=16KB L2=1MB L3=0KB   | Sì | No | Si | No | No | Prescott   |
| Pentium 4 521         | 28/giu/2005 | 775    | 2,8 GHz   | 14x   | 90 nm 125 mil.  | 1,4 V   | 84 W  | 800 MHz  | L1=16KB L2=1MB L3=0KB   | Sì | Sì | Si | No | No | Prescott   |
| Pentium 4 531         | 28/giu/2005 | 775    | 3,0 GHz   | 15x   | 90 nm 125 mil.  | 1,4 V   | 84 W  | 800 MHz  | L1=16KB L2=1MB L3=0KB   | Sì | Sì | Si | No | No | Prescott   |
| Pentium 4 541         | 28/giu/2005 | 775    | 3,2 GHz   | 16x   | 90 nm 125 mil.  | 1,4 V   | 84 W  | 800 MHz  | L1=16KB L2=1MB L3=0KB   | Sì | Sì | Si | No | No | Prescott   |
| Pentium 4 551         | 28/giu/2005 | 775    | 3,4 GHz   | 17x   | 90 nm 125 mil.  | 1,4 V   | 84 W  | 800 MHz  | L1=16KB L2=1MB L3=0KB   | Sì | Sì | Si | No | No | Prescott   |
| Pentium 4 561         | 28/giu/2005 | 775    | 3,6 GHz   | 18x   | 90 nm 125 mil.  | 1,4 V   | 115 W | 800 MHz  | L1=16KB L2=1MB L3=0KB   | Sì | Sì | Si | No | No | Prescott   |
| Pentium 4 571         | 28/giu/2005 | 775    | 3,8 GHz   | 19x   | 90 nm 125 mil.  | 1,4 V   | 115 W | 800 MHz  | L1=16KB L2=1MB L3=0KB   | Sì | Sì | Si | No | No | Prescott   |
| Pentium 4 524         | 11/mag/2006 | 775    | 3,06 GHz  | 23x   | 90 nm 125 mil.  | 1,4 V   | 84 W  | 533 MHz  | L1=16KB L2=1MB L3=0KB   | Sì | Sì | Si | No | No | Prescott   |
| Pentium 4 3,4 GHz EE  | 21/giu/2004 | 775    | 3,4 GHz   | 17x   | 130 nm 178 mil. | 1,6 V   | 110 W | 800 MHz  | L1=8KB L2=512KB L3=2MB  | No | No | Si | No | No | Gallatin   |
| Pentium 4 3,46 GHz EE | 15/nov/2004 | 775    | 3,46 GHz  | 13x   | 130 nm 178 mil. | 1,6 V   | 111 W | 1066 MHz | L1=8KB L2=512KB L3=2MB  | No | No | Si | No | No | Gallatin   |
| Pentium 4 630         | 21/feb/2005 | 775    | 3,0 GHz   | 15x   | 90 nm 168 mil.  | 1,4 V   | 84 W  | 800 MHz  | L1=16KB L2=2MB L3=0KB   | Sì | Sì | Si | Sì | No | Prescott   |
| Pentium 4 640         | 21/feb/2005 | 775    | 3,2 GHz   | 16x   | 90 nm 168 mil.  | 1,4 V   | 84 W  | 800 MHz  | L1=16KB L2=2MB L3=0KB   | Sì | Sì | Si | Sì | No | Prescott   |
| Pentium 4 650         | 21/feb/2005 | 775    | 3,4 GHz   | 17x   | 90 nm 168 mil.  | 1,4 V   | 84 W  | 800 MHz  | L1=16KB L2=2MB L3=0KB   | Sì | Sì | Si | Sì | No | Prescott   |
| Pentium 4 660         | 21/feb/2005 | 775    | 3,6 GHz   | 18x   | 90 nm 168 mil.  | 1,4 V   | 115 W | 800 MHz  | L1=16KB L2=2MB L3=0KB   | Sì | Sì | Si | Sì | No | Prescott   |
| Pentium 4 3,73 GHz EE | 21/feb/2005 | 775    | 3,73 GHz  | 14x   | 90 nm 168 mil.  | 1,4 V   | 115 W | 1066 MHz | L1=16KB L2=2MB L3=0KB   | Sì | Sì | Si | Sì | No | Prescott   |
| Pentium 4 670         | 27/mag/2005 | 775    | 3,8 GHz   | 19x   | 90 nm 168 mil.  | 1,4 V   | 115 W | 800 MHz  | L1=16KB L2=2MB L3=0KB   | Sì | Sì | Si | Sì | No | Prescott   |
| Pentium 4 662         | 15/nov/2005 | 775    | 3,6 GHz   | 18x   | 90 nm 168 mil.  | 1,4 V   | 115 W | 800 MHz  | L1=16KB L2=2MB L3=0KB   | Sì | Sì | Si | Sì | Sì | Prescott   |
| Pentium 4 672         | 15/nov/2005 | 775    | 3,8 GHz   | 19x   | 90 nm 168 mil.  | 1,4 V   | 115 W | 800 MHz  | L1=16KB L2=2MB L3=0KB   | Sì | Sì | Si | Sì | Sì | Prescott   |
| Pentium 4 631         | 16/gen/2006 | 775    | 3,0 GHz   | 15x   | 65 nm 168 mil.  | 1,3 V   | 86 W  | 800 MHz  | L1=16KB L2=2MB L3=0KB   | Sì | Sì | Si | Sì | No | Cedar Mill |
| Pentium 4 641         | 16/gen/2006 | 775    | 3,2 GHz   | 16x   | 65 nm 168 mil.  | 1,3 V   | 86 W  | 800 MHz  | L1=16KB L2=2MB L3=0KB   | Sì | Sì | Si | Sì | No | Cedar Mill |
| Pentium 4 651         | 16/gen/2006 | 775    | 3,4 GHz   | 17x   | 65 nm 168 mil.  | 1,3 V   | 86 W  | 800 MHz  | L1=16KB L2=2MB L3=0KB   | Sì | Sì | Si | Sì | No | Cedar Mill |
| Pentium 4 661         | 16/gen/2006 | 775    | 3,6 GHz   | 18x   | 65 nm 168 mil.  | 1,3 V   | 86 W  | 800 MHz  | L1=16KB L2=2MB L3=0KB   | Sì | Sì | Si | Sì | No | Cedar Mill |

## Successori
Con i problemi incontrati dal core Prescott, Intel decise di fermare lo sviluppo del successore di questo core, di Tejas e anche di quello dedicato agli Xeon, cioè di Jayhawk, nel maggio 2004.

### Processori Dual Core
Dopo aver prodotto i primi processori dual core, Intel decise di abbandonare il nome "Pentium 4" per passare al Pentium D, anche se il primo processore dual core Smithfield era formato essenzialmente da due core Prescott uniti nello stesso package e il successivo Presler da due core Cedar Mill.

## La sospensione del Pentium 4
Intel a febbraio 2007 ha sospeso la produzione dei modelli 524, 630, 640, 650, 660 e 670 mentre nell'aprile dello stesso anno ha sospeso la produzione dei Pentium 4 modelli 521 e 541.